# Uroczysko Jezioro koło Dorohuczy
Uroczysko Jezioro koło Dorohuczy – dawny zbiornik wodny, obecnie torfowisko niskie zlokalizowane na północny wschód od wsi Dorohucza, w gminie Trawniki, w powiecie świdnickim (województwo lubelskie), w Obniżeniu Dorohuckim na Polesiu Lubelskim). Jest to jeden z najcenniejszych przyrodniczo obiektów wodno-torfowiskowych Nadwieprzańskiego Parku Krajobrazowego wraz ze strefą ochronną.

## Położenie
Teren torfowiska leży około dwa kilometry na północny wschód od wsi Dorohucza w gminie Trawniki na Polesiu Lubelskim (Zachodnim), bezpośrednio przy północnych brzegach stosunkowo głębokiego Rowu Mokrego. Od zachodu i południa znajdują się łąki i pola wsi Dorohucza, oddzielone rowami melioracyjnymi. Od wschodu przebiega droga wojewódzka nr 838 z Cycowa do Trawników, oddzielona niewielkim pasem lasów sosnowych i pól. Na północ, za pasem pól, znajduje się torfowiskowe Uroczysko Wisielnica.

## Charakterystyka
Torfowisko było w przeszłości zbiornikiem wodnym (dało to asumpt nazwie uroczyska), który zarósł i wypełnił się torfem, stając się torfowiskiem niskim z licznymi torfiankami (wypełnionymi wodą dołami po wydobyciu torfu) z roślinnością wodną, szuwarową, łąkową i zaroślami. Zróżnicowanie i mozaika siedlisk, jak również występowanie roślin rzadkich i chronionych, decyduje o cenności tego ekosystemu. W latach 90. XX wieku proponowano utworzenie tutaj rezerwatu przyrody o powierzchni 37,34 hektara, jednak do dziś pomysł ten nie został urzeczywistniony. Najniższy punkt terenu znajduje się na wysokości 167,5 m n.p.m.

## Przyroda
Przeprowadzone w latach 1991-1993 badania geobotaniczne pozwoliły na usystematyzowanie wiedzy o występujących w obrębie torfowiska zespołach roślinnych.
Grunty torfowiska pozostają przede wszystkim własnością prywatną. Są to głównie nieużytki, zwłaszcza zakrzewienia i dawne wyrobiska torfowe. Mniejszość terenu zajmują łąki i pastwiska. Warstwa torfu ma miąższość do 2,35 metra, a szarej gytii ilasto-wapiennej o dużej popielności do 1,3 metra. Poniżej zalegają utwory piaszczyste. W gytii dobrze zachowane są szczątki roślinne z przewagą korzonków i skórki bobrka trójlistkowego, turzyc i trzciny pospolitej. Główny składnik torfu to szczątki mchów z rzędu prątnikowców oraz (w mniejszej skali) z rodzaju torfowców i turzyc. Górne warstwy torfu są zmurszałe (poziom murszu ma miąższość od 10 do 30 cm).
Na obszarze planowanego rezerwatu przeważają gleby hydrogeniczne (pobagienne i bagienne). Mniej jest mineralnych bielicoziemnych. Na obrzeżach występują gleby czarnoziemne. Płytkie wody podziemne występują w utworach plejstoceńskich i holoceńskich. Zwierciadło wód powierzchniowych utrzymuje się na poziomie 167 m n.p.m. i jest nachylone ku dolinie Wieprza.
Teren leży w Lubelsko-Chełmskiej Dziedzinie Klimatycznej. Dominują tu wiatry od wschodu i południa. Średnia roczna temperatura to 7,4 °C (dla okresu wegetacyjnego wskaźnik ten wynosi 13,4 °C). Najwyższe średnie temperatury miesięczne występują w lipcu (18,6-19,2 °C), a najniższe w lutym (-4 do -3 °C). Suma rocznych opadów to 550 mm. Pokrywa śnieżna zalega tu przeciętnie przez 70-80 dni.
Badania wykazały istnienie na terenie torfowiska 27 zespołów roślinnych oraz jedno zbiorowisko o nieustalonej randze fitosocjologicznej w siedmiu klasach, ośmiu rzędach i jedenastu związkach. Większość z nich jest pospolita, znana z doliny Wieprza i Lubelszczyzny. Do rzadkich należą: Nupharo-Nymphaeetum albae, Hottonietum palustris, Thelypteridi-Phragmitetum, Caricetum paniculatae oraz Caricetum appropinquatae. W trakcie badań oznaczono 192 gatunki roślin naczyniowych i trzynaście gatunków mszaków. 22 z nich to gatunki chronione, rzadkie w skali Polski lub regionu. M.in. znajduje się tu jedyne w Nadwieprzańskim Parku Krajobrazowym stanowisko rosiczki okrągłolistnej. Inne cenne rośliny to: kukułka krwista, kukułka szerokolistna, podkolan biały, grzybienie białe, grzybienie północne, okrężnica bagienna, przęstka pospolita, brzoza niska, ostrożeń siwy, pływacz zwyczajny, świbka błotna, bobrek trójlistkowy, tojeść bukietowa i jaskier wielki.

## Galeria (zdjęcia przykładowe)

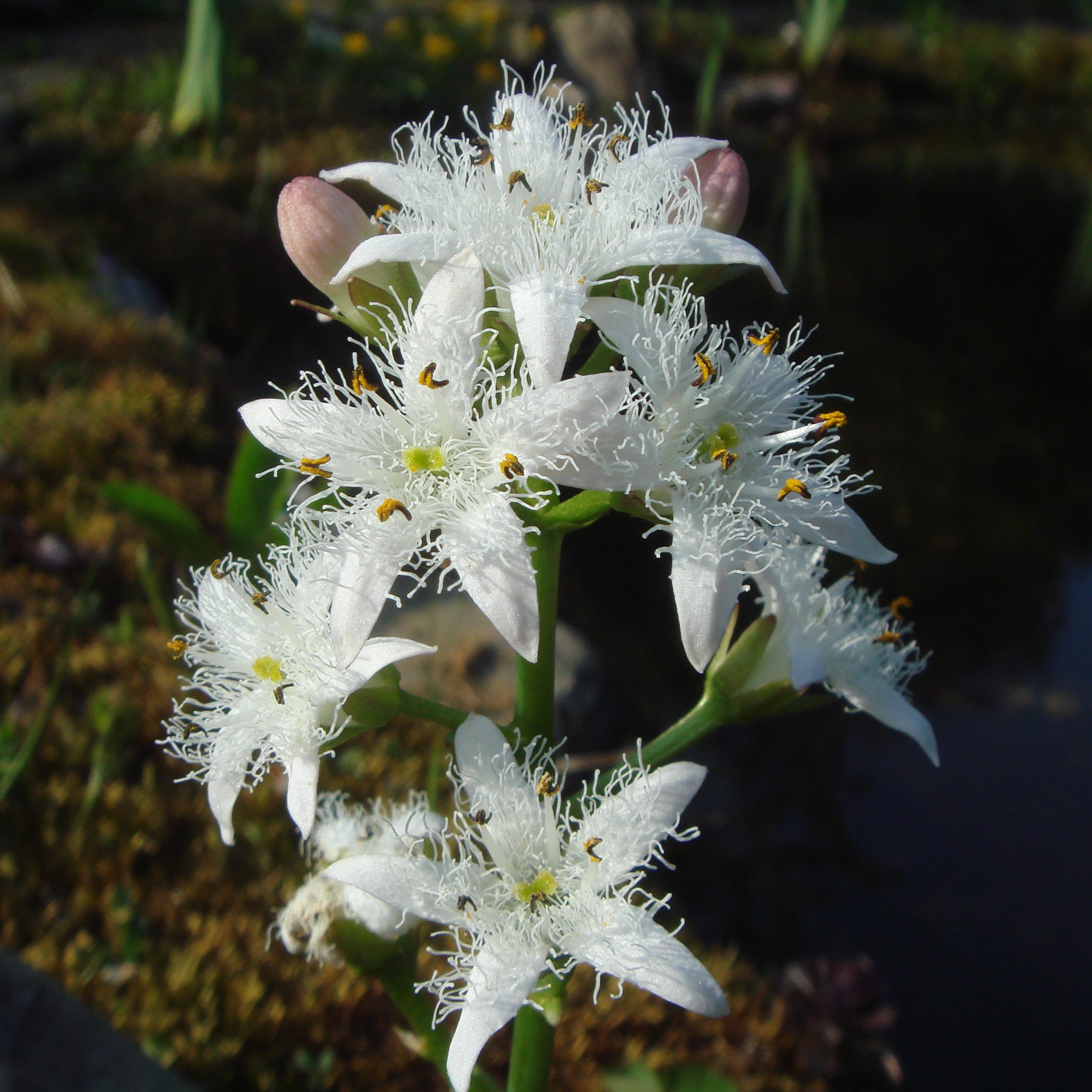
Bobrek trójlistkowy
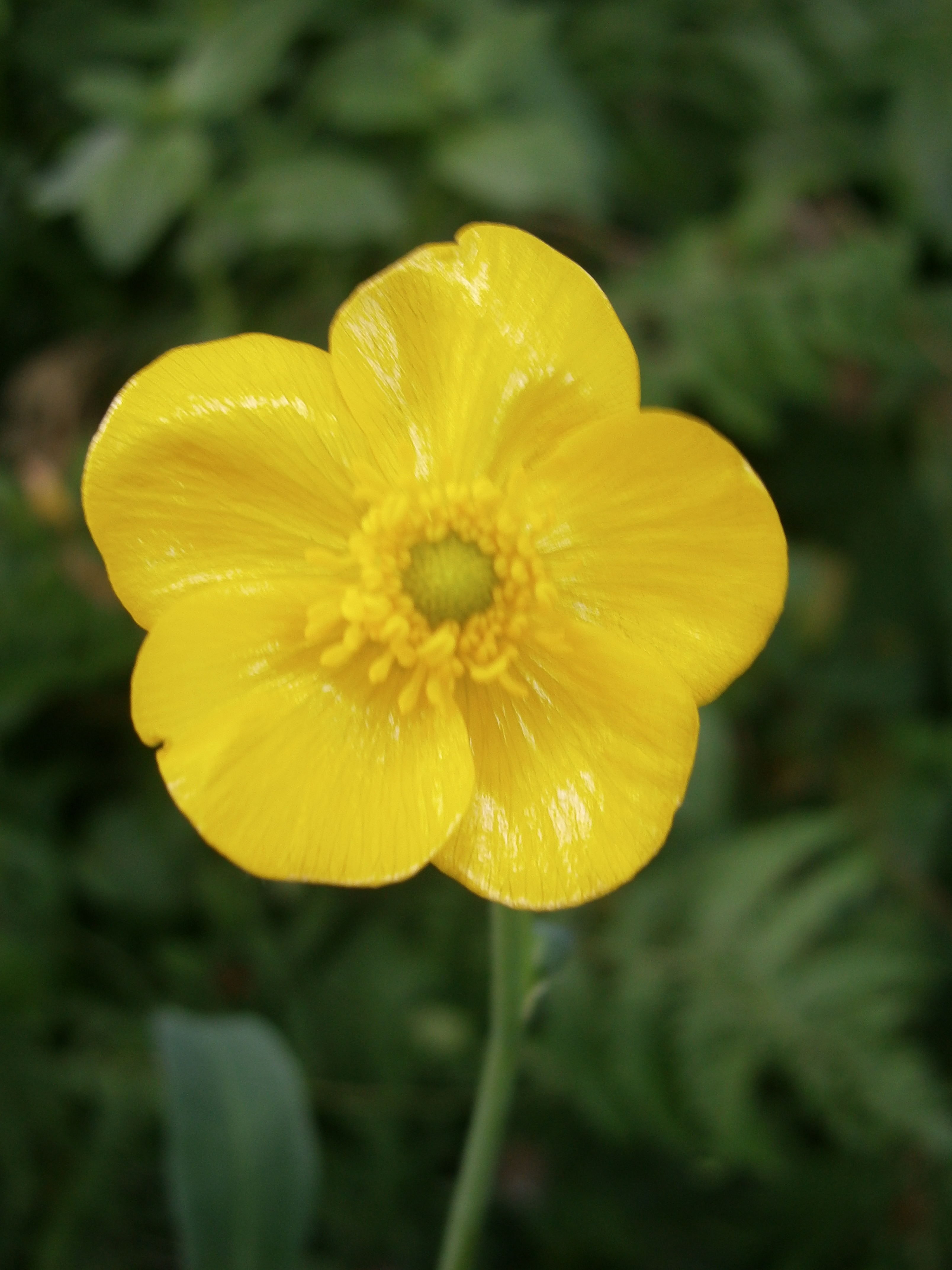
Jaskier wielki
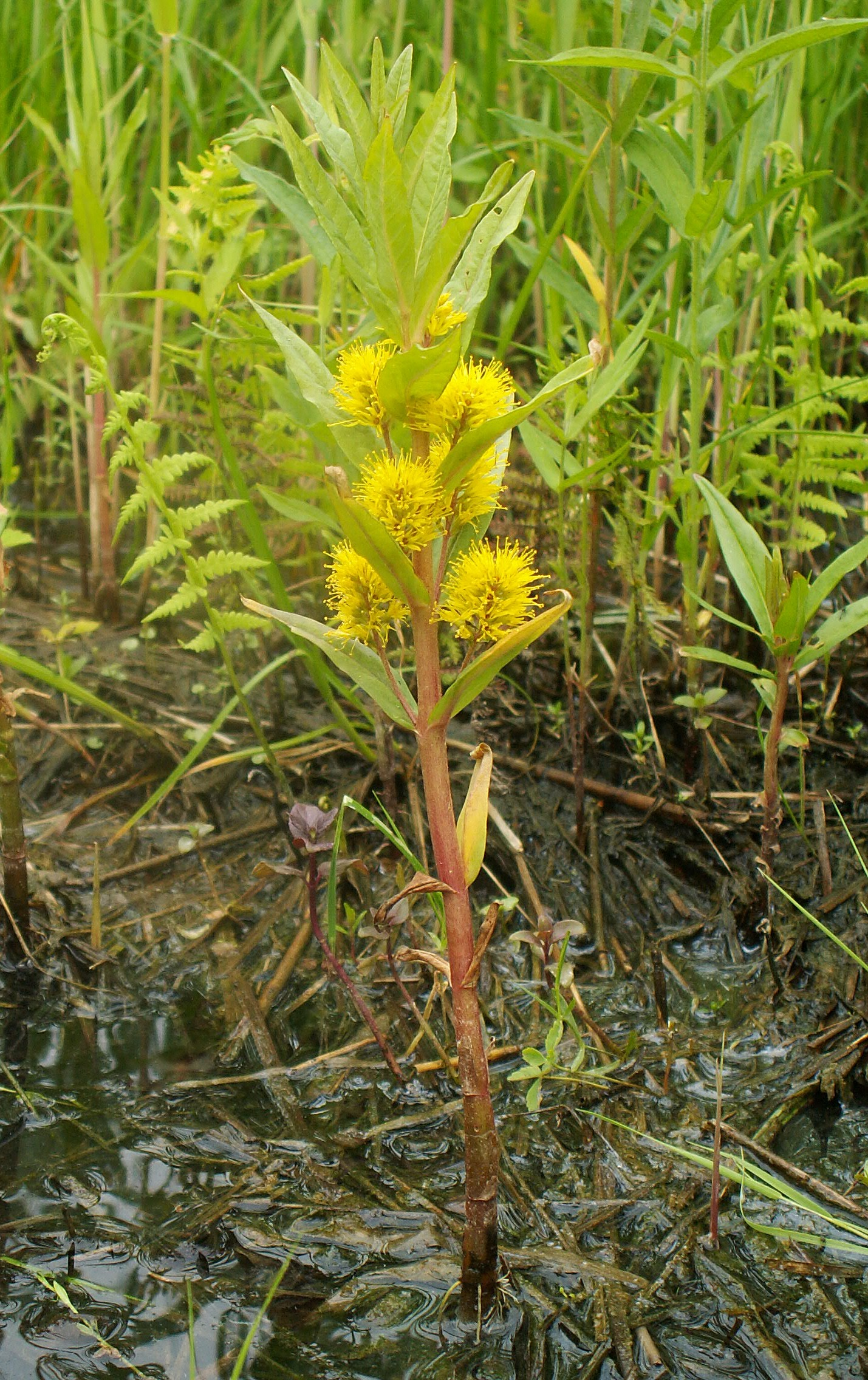
Tojeść bukietowa
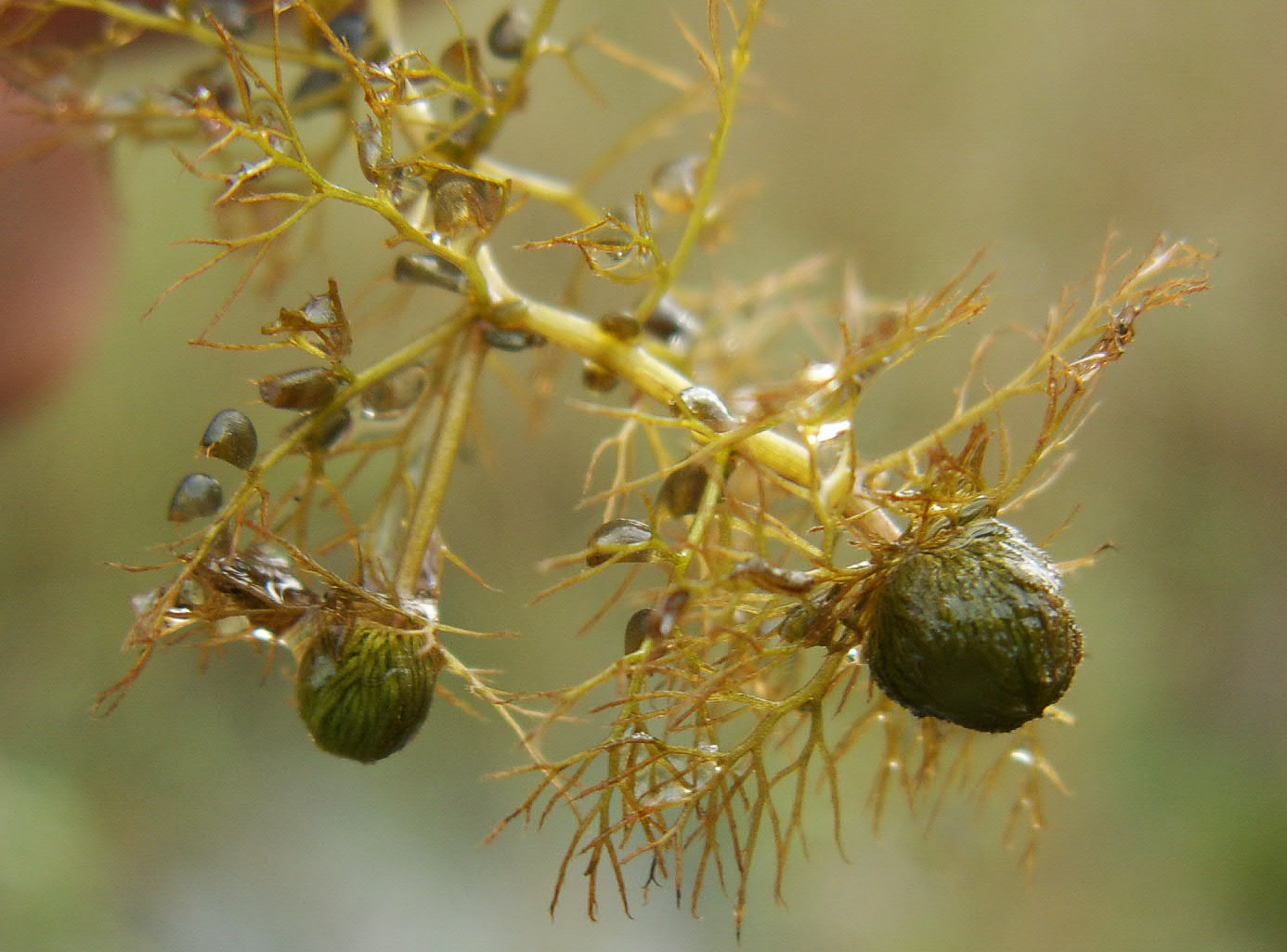
Pływacz zwyczajny